# タイ・ヘンズリー
マイケル・タイラー・ヘンズリー（Michael Tyler Hensley, 1993年7月30日 - ）はアメリカ合衆国・オクラホマ州エドモンド出身のプロ野球選手（投手）。右投両打。現在はフリーエージェント（FA）。
実父のマイケル・ヘンズリーは元プロ野球選手（投手）で、セントルイス・カージナルス傘下で3年間プレーした。

## 経歴

### プロ入りとヤンキース傘下時代
2012年、MLBドラフト1巡目（全体30位）でニューヨーク・ヤンキースから指名され、7月13日に契約。ルーキー級ガルフ・コーストリーグ・ヤンキース1で5試合に登板し、1勝2敗、防御率3.00だった。
2013年は股関節手術を行い、シーズンを全休した。
2014年はルーキー級ガルフ・コーストリーグ・ヤンキースとA級スタテンアイランド・ヤンキースで計11試合に登板し、0勝0敗、防御率2.93の成績を残した。
2015年春にトミー・ジョン手術を行い、シーズンを全休したが、回復が思うように進まず、2016年5月に再びトミー・ジョン手術を受けた。

### レイズ傘下時代
2016年のシーズン終了後に、ルール・ファイブ・ドラフトのマイナーリーグ・フェイズでタンパベイ・レイズ傘下AAA級のダーラム・ブルズに移籍した。
その後も公式戦に登板することがないまま、2018年4月18日にリリースされた。

### 独立リーグ時代
2018年5月にフロンティアリーグのエバンズビル・オッターズに入団し、10試合に登板し2勝0敗、防御率5.28の成績を残した。
2019年と2020年はユナイテッドショアリーグのウティカ・ユニコーンズでプレーした。
2021年1月29日にアメリカン・アソシエーションのミルウォーキー・ミルクメンと契約した。8月27日に自由契約となった。